# 高店关帝庙
高店关帝庙，位于中华人民共和国山西省大同市云冈区西韩岭乡高店村，已列为山西省文物保护单位。

## 保护
2016年6月6日，高店关帝庙由山西省人民政府公布为第六批山西省文物保护单位，编号6-50-3-7。